# 晚香玉属
晚香玉属（学名：Polianthes）是天门冬科下的一属（原为龙舌兰科），属内物种均为多年生草本植物。该属共有约12种，原产墨西哥。。